# Bela I.
Bela I. Pobjednik (mađ. I. Béla) (o. 1015. – 11. rujna 1063.), ugarski kralj (1060. – 1063.) iz mlađeg ogranka dinastije Arpadovića. Njegovo kršteno ime je Adalbert. Vodio je uspješan rat protiv njemačkog cara Henrika III. Salijskog (1046. – 1056.) kako bi obranio nezavisnost Ugarske.
Njegov otac bio je Vazul, rođak prvog ugarskog kralja Stjepana I. Svetog (1000. – 1038.). Nakon smrti kraljeva sina i prijestolonasljenika Emerika († o. 1030.), kralj Stjepan I. nije odabrao svog rođaka Vazula za nasljednika ugarske krune, već nećaka, Mlečanina Petra Orseola, sina njegove kćeri Helene. Zbog toga je Vazul podignuo ustanak protiv kralja te ga je kralj porazio, zarobio i dao oslijepiti 1031. godine. Uoči tih događaja, Vazulovi sinovi Andrija, Levante i Bela pobjegli su u Češku, a potom u Poljsku. Nakon što je mađarsko plemstvo 1046. godine detroniziralo i pogubilo kralja Petra Orseola, Vazulovi sinovi su pozvani natrag u Ugarsku, gdje je Andrija okrunjen za novog ugarskog kralja.
Kralj Andrija I. (1046. – 1060.) imenovao je brata Belu vojvodom trećine ugarskog kraljevstva (o. 1048. – 1060.). Dobri odnosi među dvojicom braće poremećeni su krunidbom Andrijinog sina Salomona za ugarskog kralja 1057. godine, što je bio uvjet njemačkog cara Henrika IV. (1084. – 1105.) kako bi dao Salomonu svoju kćer Juditu Švapsku za suprugu. Braća su se sukobila zbog kršenja prava seniorata, zbog čega je Bela otišao u Poljsku i vratio se s vojskom poljskog kralja Boleslava II. Pjastovića. Tijekom građanskog rata, Bela je nanio bratu više uzastopnih poraza i ubio ga te preuzeo kraljevsku krunu.
Umro je 1063. godine u tijeku pripreme za vojnu kampanju protiv njemačkog cara Henrika IV. koji je dao utočište Andrijinom sinu Salomonu i podržavao njegove zahtjeve za pravo na ugarsku krunu.